# NASCAR Grand National Series 1952
De NASCAR Grand National Series 1952 was het vierde seizoen van het belangrijkste NASCAR kampioenschap dat in de Verenigde Staten gehouden wordt. Het seizoen startte op 20 januari op de Palm Beach Speedway in West Palm Beach en eindigde op 30 november op dezelfde locatie. Tim Flock won het kampioenschap.

## Races
Top drie resultaten.
| '  | Datum  | Race              | Circuit                        | Winnaar         | Tweede           | Derde             |
| 1  | 20-jan | Race 1            | Palm Beach Speedway            | Tim Flock       | Lee Petty        | Fonty Flock       |
| 2  | 10-feb | Race 2            | Daytona Beach & Road Course    | Marshall Teague | Herb Thomas      | Pat Kirkwood      |
| 3  | 6-mrt  | Race 3            | Speedway Park                  | Marshall Teague | Herb Thomas      | Frankie Schneider |
| 4  | 30-mrt | Wilkes County 200 | North Wilkesboro Speedway      | Herb Thomas     | Fonty Flock      | Bill Blair        |
| 5  | 6-apr  | Race 5            | Martinsville Speedway          | Dick Rathmann   | Bill Blair       | Perk Brown        |
| 6  | 12-apr | Race 6            | Columbia Speedway              | Buck Baker      | Lee Petty        | Dick Rathmann     |
| 7  | 20-apr | Race 7            | Lakewood Speedway              | Bill Blair      | Ed Samples       | Lee Petty         |
| 8  | 27-apr | Race 8            | Central City Speedway          | Herb Thomas     | Fonty Flock      | Ed Samples        |
| 9  | 4-mei  | Race 9            | Langhorne Speedway             | Dick Rathmann   | Tim Flock        | Lee Petty         |
| 10 | 10-mei | Race 10           | Darlington Raceway             | Dick Rathmann   | Tim Flock        | Fonty Flock       |
| 11 | 18-mei | Race 11           | Dayton Speedway                | Dick Rathmann   | Lloyd Moore      | Tim Flock         |
| 12 | 30-mei | Poor Man's 500    | Canfield Speedway              | Herb Thomas     | Bill Blair       | Bob Moore         |
| 13 | 1-jun  | Race 13           | Hayloft Speedway               | Gober Sosebee   | Tommy Moon       | David Ezell       |
| 14 | 1-jun  | Race 14           | Fort Miami Speedway            | Tim Flock       | Dick Rathmann    | Lee Petty         |
| 15 | 8-jun  | Race 15           | Occoneechee Speedway           | Tim Flock       | Fonty Flock      | Dick Rathmann     |
| 16 | 15-jun | Race 16           | Charlotte Speedway             | Herb Thomas     | Tim Flock        | Bill Blair        |
| 17 | 29-jun | Motor City 250    | Michigan State Fairgrounds     | Tim Flock       | Buddy Shuman     | Herb Thomas       |
| 18 | 1-jul  | Race 18           | Stamford Park                  | Buddy Shuman    | Herb Thomas      | Ray Duhigg        |
| 19 | 4-jul  | Race 19           | Wine Creek Race Track          | Tim Flock       | Herb Thomas      | Dick Rathmann     |
| 20 | 6-jul  | Race 20           | Monroe Speedway                | Tim Flock       | Herb Thomas      | Lee Petty         |
| 21 | 11-jul | Race 21           | Morristown Speedway            | Lee Petty       | Tim Flock        | Neil Cole         |
| 22 | 20-jul | Race 22           | Playland Park Speedway         | Tim Flock       | Lee Petty        | Bub King          |
| 23 | 15-aug | Race 23           | Monroe County Fairgrounds      | Tim Flock       | Herb Thomas      | Dick Rathmann     |
| 24 | 17-aug | Race 24           | Asheville-Weaverville Speedway | Bob Flock       | Tim Flock        | Herb Thomas       |
| 25 | 1-sep  | Southern 500      | Darlington Raceway             | Fonty Flock     | Johnny Patterson | Herb Thomas       |
| 26 | 7-sep  | Race 26           | Central City Speedway          | Lee Petty       | Herb Thomas      | Tim Flock         |
| 27 | 14-sep | Race 27           | Langhorne Speedway             | Lee Petty       | Bill Blair       | Herschel Buchanan |
| 28 | 21-sep | Race 28           | Dayton Speedway                | Dick Rathmann   | Lee Petty        | Ray Duhigg        |
| 29 | 28-sep | Race 29           | Wilson Speedway                | Herb Thomas     | Lee Petty        | Bill Blair        |
| 30 | 12-okt | Race 30           | Occoneechee Speedway           | Fonty Flock     | Donald Thomas    | Bill Blair        |
| 31 | 19-okt | Race 31           | Martinsville Speedway          | Herb Thomas     | Fonty Flock      | Lee Petty         |
| 32 | 26-okt | Wilkes 200        | North Wilkesboro Speedway      | Herb Thomas     | Fonty Flock      | Donald Thomas     |
| 33 | 16-nov | Race 33           | Lakewood Speedway              | Donald Thomas   | Lee Petty        | Joe Eubanks       |
| 34 | 30-nov | Race 34           | Palm Beach Speedway            | Herb Thomas     | Fonty Flock      | Perk Brown        |

## Eindstand - Top 10
| 1  | Tim Flock     | 6858 |
| 2  | Herb Thomas   | 6752 |
| 3  | Lee Petty     | 6498 |
| 4  | Fonty Flock   | 5183 |
| 5  | Dick Rathmann | 3952 |
| 6  | Bill Blair    | 3499 |
| 7  | Joe Eubanks   | 3090 |
| 8  | Ray Duhigg    | 2986 |
| 9  | Donald Thomas | 2574 |
| 10 | Buddy Shuman  | 2483 |